# مقاطعة غرانت (أوكلاهوما)
مقاطعة غرانت (بالإنجليزية: Grant County)‏ هي إحدى مقاطعات ولاية أوكلاهوما في الولايات المتحدة الأمريكية.